# Катастрофа Ан-28 под Пукети
Катастрофа Ан-28 под Пукети — авиационная катастрофа, произошедшая в субботу, 15 мая 2010 года в Суринаме возле границы с Французской Гвианой, в результате чего 8 пассажиров пропали без вести.

## События
Я не могу подтвердить, живы они или мертвы, так как я еще не имел возможности попасть на место катастрофы.Мохаммед Шериф Сабурали, директор департамента воздушного транспорта Суринама
Самолет, произведенный в России, Ан-28, взлетел в аэропорту Годо-Оло, затем совершил неудачную аварийную посадку в лесистой местности, находящейся в 5 км от Пукети, что возле границы с Французской Гвианой, направляясь в аэропорт Зорг-эн-Хоп в Парамарибо. В связи с погодными условиями спасательную операцию не смогли провести до следующего утра.